# Dependenztheorie
Dependenztheorie (von span. dependencia – Abhängigkeit, Unterordnung; Filiale bzw. port. dependência – Abhängigkeit) ist der Oberbegriff für eine Mitte der 1960er Jahre ursprünglich in Lateinamerika entstandene Gruppe von in ihren Grundannahmen eng verwandten Entwicklungstheorien, die die Existenz hierarchischer Abhängigkeiten (Dependenzen) zwischen Industrie- (Metropolen) und Entwicklungsländern (Peripherien) betonen und die Entwicklungsmöglichkeiten der Dritten Welt durch dieses Hierarchieverhältnis als begrenzt sehen.

## Hauptaussagen
Die Dependenztheorien entstanden in kritischer Auseinandersetzung mit den Modernisierungstheorien und gehen anders als diese davon aus, dass nicht eine aufgrund endogener Faktoren wie Kapitalmangel, kulturellen Einstellungsmustern und traditionellen Prägungen ausgebliebene oder nur unzureichend erfolgte Modernisierung nach westlichem Muster für Unterentwicklung verantwortlich ist, sondern dass im Gegenteil äußere Faktoren den Entwicklungsländern dauerhaft eine strukturell stabile, nachrangige Position in der Weltwirtschaft zuweisen.
Historisch verantwortlich gemacht wird hier primär die Epoche des Kolonialismus. Dieser habe die Wirtschaft der betroffenen Gesellschaften einseitig auf die Bedürfnisse von Kolonialmächten ausgerichtet und ihre Entwicklungsmöglichkeiten blockiert. Dieses ungünstige Machtverhältnis bestehe auch nach der Dekolonialisierung weiter, so dass die ehemaligen Kolonialregionen weiterhin nur als wirtschaftliche Peripherie der als „Metropolen“ fungierenden klassischen Industrieländer aufträten. Die Einbindung in den Weltmarkt, die Aktivität multinationaler Unternehmen und die fortgesetzte Heranziehung als bloße Rohstoffexporteure verfestige die abhängige Position der Entwicklungsländer in der „Peripherie“ der Weltwirtschaft, statt sie – wie von den Modernisierungstheorien angenommen – zu verbessern. Denn „ungleicher Tausch“ zwischen den Rohstofflieferanten der Dritten Welt und den Herstellern weiterverarbeiteter Produkte in der industrialisierten Welt untergrabe das – durch David Ricardo beschriebene – Theorem der komparativen Kostenvorteile. Die ökonomische Binnenstruktur der Entwicklungsländer werde dauerhaft deformiert und verzerrt – nicht zuletzt durch einheimische Eliten, die den Interessen der Metropolen dienen und ihnen ihren kulturellen Einfluss sichern. Zugleich verschlechtere sich gemäß der Prebisch-Singer-These die Wettbewerbssituation der Entwicklungsländer fortlaufend. Unterentwicklung erscheint so als direkte Folge des internationalen Wirtschaftssystems.
„Dependenztheoretiker verstanden die zeitgenössischen Formen des liberalen Internationalismus, wie sie von der Entwicklungstheorie  artikuliert wurden, als Fortsetzung dieser globalen Ausbeutung mit neuen Mitteln.“
Wie Dieter Senghaas ausführte, ist mangelnde Entwicklung für Dependenztheoretiker deswegen

„ein sich historisch entwickelnder Bestandteil des von kapitalistischen Metropolen dominierten internationalen Wirtschaftssystems und damit der internationalen Gesellschaft. Die Entwicklung dieser Metropolen, der Zentren und die Geschichte der Unterentwicklung der Dritten Welt sind miteinander über das internationale System vermittelte, komplementäre Vorgänge.“

Vorgeschlagen wurde darum von den Dependenztheoretikern eine partielle Abschottung von den Weltmärkten, um die Binnenstruktur benachteiligter Volkswirtschaften verhältnismäßig ungestört entwickeln zu können. Dabei wurden sowohl „national-kapitalistische“ wie auch „sozialistische“
Lösungswege angedacht, so dass innerhalb der Dependenztheorien ein pluralistisches Theorienfeld existiert.

## Vertreter
Bekannte Vertreter der Dependenztheorie sind Fernando Henrique Cardoso, der marxistische Ökonom Paul Sweezy, Enzo Faletto, André Gunder Frank, der dänische Autor und Aktivist Torkil Lauesen, Theotônio dos Santos, der Friedens- und Konfliktforscher Dieter Senghaas und der Zürcher Soziologe Volker Bornschier. Anknüpfungspunkte ergeben sich zu den Imperialismustheorien Lenins, Rosa Luxemburgs und Samir Amins.
Die Dependenztheorie wurde darüber hinaus insbesondere von der Befreiungstheologie aufgegriffen, die in ihr eine auf die lateinamerikanischen Verhältnisse zugeschnittene sozioökonomische Analyse sah, welche der klassische und auch der strukturale Marxismus nicht zu leisten vermochte.
Vertreter einer neuen Generation von Dependenztheoretikern sind Aníbal Quijano, Ramón Grosfoguel und Arturo Escobar.

## Historischer Hintergrund

### Vorgeschichte
Die Auffassung, Lateinamerika befinde sich gegenüber den Industriestaaten des Nordens in einem Stadium der Unterentwicklung und müsse durch eine forcierte Modernisierung „aufholen“, blickt auf eine lange Vorgeschichte zurück. Bereits im 19. Jahrhundert sah der argentinische Schriftsteller und Politiker Domingo Faustino Sarmiento in Südamerika einen die Gesellschaft durchziehenden Gegensatz zwischen Zivilisation (die Sarmiento in europäisch geprägten Metropolen wie Buenos Aires verwirklicht sah) und Barbarei (von Sarmiento mit dem indigen und kreolisch geprägten Agrarland identifiziert). Politische Stabilität sei nur durch eine Entwicklung zur Zivilisation hin zu erreichen. Tatsächlich beruhte die Wirtschaft der lateinamerikanischen Staaten vom 19. Jahrhundert an auf der massenhaften Ausfuhr von Rohstoffen und Agrargütern, zunächst vor allem nach Großbritannien und seit dem frühen 20. Jahrhundert in die USA.
Vorherrschend war bis ins 20. Jahrhundert hinein der Erklärungsansatz, die Unterentwicklung Lateinamerikas sei durch den spanischen Kolonialismus bzw. das Verharren des Kontinents im Stadium des Feudalismus bedingt. Diese Auffassung wurde von links und rechts gleichermaßen vertreten. Marxistische Theoretiker waren der Ansicht, die lateinamerikanischen Staaten müssten zunächst einen von den nationalen Bourgeoisien getragenen Kapitalismus entwickeln, um sich später durch sozialistische Revolutionen vollständig befreien zu können. Bürgerliche Ökonomen favorisierten Modelle der Importsubstitution, die den Aufbau nationaler Industrien zum Zweck der Konsumgüterproduktion ermöglichen sollten. Eine bemerkenswerte Ausnahme stellt der peruanische Marxist José Carlos Mariátegui dar, der die Vorstellung verwarf, die Entwicklung eines „nationalen Kapitalismus“ würde einen Zugewinn an wirtschaftlicher Unabhängigkeit für Lateinamerika bedeuten, und so zum Vorläufer der späteren Dependenztheoretiker wurde.

### Das „Jahrzehnt der Entwicklung“
Ab den 1950er Jahren bekannten sich zunehmend lateinamerikanische Intellektuelle und Regierungen zur Entwicklungsideologie (span. desarrollismo). Zu nennen sind in diesem Zusammenhang vor allem die Regimes von Rómulo Betancourt in Venezuela, Arturo Frondizi in Argentinien und Juscelino Kubitschek in Brasilien. In der Folge leisteten Tausende von Friedenscorps-Freiwilligen in Lateinamerika Entwicklungshilfe. Infrastrukturelle Großprojekte wie die Errichtung der neuen brasilianischen Hauptstadt Brasília galten als sichtbare Zeichen des Fortschritts.
1961 rief US-Präsident John F. Kennedy ein „Jahrzehnt der Entwicklung“ aus und initiierte die Allianz für den Fortschritt, die von Seiten der USA umfangreiche Entwicklungshilfe und Wirtschaftsinvestitionen für Lateinamerika vorsah. Ziel der US-Regierung war es, eine vertiefte Zusammenarbeit lateinamerikanischer Länder mit der Sowjetunion zu verhindern. Eine Reihe von lateinamerikanischen Regierungen schloss sich der Allianz mit Begeisterung an.
Die Euphorie legte sich jedoch relativ schnell wieder. Statt zu einer Armutsreduktion kam es vielerorts lediglich zu einer „Modernisierung der Armut“ (Ivan Illich) durch den verbesserten Zugang zu Luxusartikeln. Die grundlegende Struktur der lateinamerikanischen Wirtschaft (Export von Rohstoffen – Einfuhr von Konsumgütern) blieb unangetastet; auch das insbesondere in Uruguay und Argentinien grassierende Inflationsproblem blieb ungelöst. Ab Mitte der 1960er Jahre ergriffen zudem in mehreren Ländern rechtsgerichtete Militärdiktaturen die Macht (1964 in Bolivien und Brasilien, 1966 in Argentinien).

### Von der CEPAL zur Dependenztheorie
In der Folge migrierte eine Reihe von linken Intellektuellen, welche an der Ausarbeitung der Dependenztheorie an zentraler Stelle beteiligt waren, auf der Flucht vor den Militärputschen nach Santiago de Chile, wo die UN-Wirtschaftskommission für Lateinamerika und die Karibik (CEPAL) ihren Sitz hat. Der CEPAL nahestehende Ökonomen wie Raúl Prebisch und Celso Furtado hatten unter dem Einfluss Gunnar Myrdals die strukturalistische Wirtschaftstheorie entwickelt, die erstmals den Blick auf die zwischen Lateinamerika und den Ländern des Nordens bestehenden Ungleichheiten richtete, ohne sich indes völlig vom älteren Entwicklungsmodell zu distanzieren.
Das geistige Klima in Lateinamerika hatte sich unterdessen durch den Einfluss der Kubanischen Revolution, der Befreiungstheologie und unorthodoxer Strömungen des Marxismus grundlegend verändert. Die Krise der Entwicklungsideologie rief Kritik an den ökonomischen Konzepten der Cepalisten, der strukturalistischen Wirtschaftspolitik hervor. Die ersten Entwürfe der Dependenztheorie stellten die kritische Analyse des Importsubstitutionsmodells und der Rolle der nationalen Bourgeoisien Lateinamerikas in den Mittelpunkt. Die Dependenztheoretiker schlugen radikale Lösungen für die Beseitigung der ökonomischen Ungleichheiten vor. Insbesondere unterstützten sie die dezidiert linken Regierungen, die Ende der 1960er und Anfang der 1970er Jahre in mehreren südamerikanischen Ländern an die Macht kamen (Salvador Allende in Chile, Juan José Torres in Bolivien, Héctor Cámpora in Argentinien).
Die damit verbundene Hoffnung, dependenztheoretische Analysen in konkrete Politik umsetzen zu können, wurde jedoch durch eine Welle autoritär-repressiver Regimes abrupt unterbrochen, die bald darauf die Macht an sich rissen: Ernesto Geisel in Brasilien,
Hugo Banzer in Bolivien, Juan María Bordaberry in Uruguay, Augusto Pinochet in Chile, Argentinische Militärdiktatur (1976–1983). Diese leiteten eine Periode neoliberaler Wirtschaftspolitik in Lateinamerika ein, die bis in die frühen 1990er Jahre andauerte.

### Neuere Tendenzen
Kritik an den Dependenztheorien wurde teilweise innerhalb der ihnen verwandten Weltsystem-Theorie, wie Immanuel Wallerstein sie konzipiert hat, aufgenommen. Den Dialog mit der Weltsystem-Theorie führen vor allem André Gunder Frank, Aníbal Quijano und Ramón Grosfoguel.
Darüber hinaus wurden die Dependenztheorien in ihrer weiteren Ausarbeitung stark beeinflusst von postkolonialen Theorieansätzen, wie sie in Lateinamerika von Enrique Dussel, Walter Mignolo, Gloria Anzaldúa und anderen entwickelt wurden. Zentral wurde dabei Quijanos Konzept der „Herrschaftskolonialität“ (coloniality of power), welches den Kolonialismus bzw. die Rassifizierung von afrikanischen Sklaven und der indigenen Bevölkerung Amerikas als konstitutiv für Entstehung und Verfasstheit der Moderne betrachtet. Von María Lugones wurde Quijanos Konzept aus feministischer Perspektive kritisiert. Die Dependenztheorien haben damit den ökonomiekritischen Rahmen hinter sich gelassen und sich zwischen kritischen Gesellschafts- und Kulturwissenschaften situiert.

### Rezeption in Deutschland
Ab 1974 wurden die Dependenztheorien durch die Arbeiten von Dieter Senghaas im deutschen Sprachraum eingeführt und beeinflussten den entwicklungstheoretischen Diskurs bis in die späten 1980er Jahre.

## Stellenwert der Dependencia-Theorien
Ein wesentlicher Kritikpunkt an den Dependenztheorien ist, dass sie die Ursachen des niedrigeren Entwicklungsstandes nur in den Außenhandelsbedingungen, nicht aber in den internen Bedingungen und politischen Entscheidungen der Entwicklungsländer suchen. Mit Hilfe der Dependenztheorien wurde versucht, die anhaltende Unterentwicklung des afrikanischen und lateinamerikanischen Raumes im Vergleich zu den klassischen Industrieländern zu erklären. Der Erfolg verschiedener Schwellenländer und Regionen widerspricht aber deutlich der Annahme einer grundsätzlich notwendigen Auseinanderentwicklung der Industrie- und Entwicklungsländer. Insbesondere der Aufstieg vor kurzem noch schwacher asiatischer Volkswirtschaften (Tigerstaaten, Pantherstaaten) lässt sich nur schwer mit den theoretischen Grundannahmen der Dependenztheorien in Einklang bringen.
Die Unterschiedlichkeit der Länder der so genannten Dritten Welt mit ihren sehr verschiedenen und eigenständigen Differenzierungs- und Entwicklungsprozessen wird von den Dependenz-Theorien analytisch weder aufgegriffen, noch empirisch erklärt – mit der Folge ihres „Scheitern(s) an einer sehr differenzierten Welt“. Die Dependenz-Theorien seien insofern inhaltlich nicht mehr als eine empirisch unbelegte Umkehrung der Grundannahmen der von ihnen angegriffenen Modernisierungstheorien und die Auseinandersetzung mit ihnen vor diesem Hintergrund „heute vor allem unter theoriegeschichtlichen Gesichtspunkten interessant“.
Ihr Verdienst liegt weniger in ihrem Erklärungswert, als in ihrer Fragestellung, mit der sie den linearen Fortschrittsoptimismus der Modernisierungstheorien herausforderten. Der Senghaas-Schüler Ulrich Menzel sprach folgerichtig bei seiner Abkehr von der Dependenztheorie von einem „Scheitern“ der Großtheorien und Franz Nuscheler verwies auf die Notwendigkeit von Entwicklungstheorien, die anders als monokausale Dependenz- oder Modernisierungstheorien mehrere Erklärungsursachen für Entwicklung oder Unterentwicklung zulassen.